# Barthélémy Boudin
Pour les articles homonymes, voir Boudin.
 (février 2010).
Barthélémy Boudin, sculpteur du Roi, est baptisé le 9 avril 1610 à Paris.

## Biographie
Il a pour parrain Barthélemy Tremblay qui nous a laissé un buste de Henri IV de France, actuellement au Louvre.
Il perdit son père, Thomas Boudin  en mars 1637. 
Il avait épousé Claude Tissier, fille d'un bourgeois de Paris qui, de 1639 à 1647, lui donna quatre enfants. 

## Œuvres
Voici ce que dit les Nouvelles Archives de l'Art Français, Revue de l'Art Français ancien et moderne, de l'année 1895, à son sujet :
BARTHÉLÉMY BOUDIN (1642) 
Communication de M. Jules Guiffrey 
Le tombeau de Maximilien de Béthune, duc de Sully, a été érigé en 1642 dans un petit bâtiment en forme de chapelle enclavé dans l'hospice de Nogent-le-Rotrou, par les soins de Rachel de Cochefilet, veuve du célèbre ministre de Henri IV. Ce monument se compose d'un massif de maçonnerie assez grossièrement construit, supportant les figures agenouillées du duc et de sa femme. Derrière les statues, une longue inscription rappelle les titres et les actes principaux de la carrière du ministre. 
Ce tombeau est peu connu, bien que signalé par divers auteurs locaux. Dans une des dernières livraisons de la Revue archéologique (mars-avril 1895), M. P. Vitry lui a consacré un article très étudié et a résumé les résultats de ses recherches. 
De la statue de Sully portant la signature B. Boudin f. 1642, Fauteur présente une description qui laisse la meilleure idée de ce morceau de sculpture. Nous croyons intéressant de la reproduire : 
« La statue de Sully est un morceau capital. Le ministre de Henri IV est représenté dans son grand costume de cérémonie, couvert du manteau ducal qui s'entr'ouvre pour laisser voir son haut-de-chausse tailladé. Il porte la fraise tuyautée qui devait déjà passer de mode au moment où il mourut, mais qu'il se plaisait sans doute à porter encore en souvenir de sa jeunesse, peut-être aussi pour cacher une blessure qu'il avait reçue au cou dans un combat. La tête, légèrement tournée vers la gauche, est admirable, digne des plus grands artistes. On est, dès l'abord, frappé de la noblesse tranquille du profil, de cette ligne formée par le front dégarni et le nez légèrement aquilin. La barbe est longue et régulière et fait songer à ces belles têtes si expressives et si graves du XVIe siècle et de la Réforme. L'expression est sereine, presque souriante, bien que le sourcil soit légèrement froncé. On sent l'énergique volonté et la haute intelligence de l'homme, bien que le nez un peu large et le pli un peu dur de la lèvre accusent plus de droiture et de solide raison que de finesse et d'élévation. »
« L'exécution de toute la figure, d'ailleurs, trahit la même habileté chez l'artiste : les cheveux et la barbe sont finement et harmonieusement traités ; les mains sont d'une pureté et d'un modèle exquis et rappellent encore les jolies mains de l'école de Germain Pilon. Les draperies enfin sont d'une admirable souplesse, et la figure tout entière, d'un marbre un peu jaune et doré, achève de séduire les yeux. » 
La statue voisine, qui représente la duchesse de Sully, ne vaut pas celle qui porte la signature de B. Boudin. Aussi M. Vitry se refuse-t-il à admettre qu'elle soit du même sculpteur. Il la suppose exécutée par un artiste provincial, de médiocre talent, contemporain de Boudin. 
« C'est une figure lourde et pâteuse, sans aucun intérêt, — dit notre auteur. La tête est assez régulière, mais sans grande expression ; les traits sont épais et mous. L'attitude est raide, sans rien de la souplesse que l'on suit dans l'œuvre de Boudin, les mains lourdement traitées et sans finesse. Les plis du vêtement sont rigides et tombent en des cassures sans grâce. Le tout enfin est d'un marbre gris qui est loin de valoir, comme effet, celui de la statue voisine. » 
Voici deux siècles et demi que le monument élevé à la mémoire de Sully se trouve, sans l'avoir jamais quitté, dans le petit édifice construit pour le recevoir. Cependant, vers la fin de la Révolution, il courut de sérieux dangers. Alexandre Lenoir, dans son zèle fanatique pour le Musée des Petits-Augustins, arrachait à la province tous les monuments que la tourmente révolutionnaire avait respectés, et c'est ainsi qu'il jeta un moment son dévolu sur le tombeau de Nogent- le-Rotrou. L'opposition énergique de la municipalité empêcha cet acte de vandalisme et le monument ne vint pas à Paris. Il s'en fallut de peu, cependant, que la statue de Sully fût transportée dans les salles du XVIIe siècle. Un journal local a raconté, il y a quelques années, les détails de cet incident d'après les renseignements puisés dans les papiers de Lenoir. Il nous a paru nécessaire de le rappeler ici, M. Vitry n'ayant pas eu connaissance des pièces publiées dans la feuille provinciale. 
Mais si ce déplacement et toutes ses conséquences furent épargnés au monument de Sully, il aurait subi antérieurement des vicissitudes dont l'auteur de l'article n'a pu exactement préciser la date et l'importance, et dont il constate, toutefois, les traces manifestes dans la rédaction défectueuse de l'épitaphe rétablie en 1784. Quelles circonstances avaient rendu cette restitution nécessaire? Malgré des recherches actives, l'historien du tombeau n'a pu trouver une réponse satisfaisante à cette question, et le champ des hypothèses est infini. Le seul point acquis désormais est que le comte d'Orsay et de Nogent-Béthune fit graver, en 1784, une nouvelle épitaphe où le texte de l'ancienne, conservé dans le supplément aux Mémoires de Sully, nous arrive singulièrement altéré. Inutile d'insister sur les incorrections et les inexactitudes relevées par M. Vitry dans son article. 
Ce qui intéressera particulièrement nos lecteurs dans cette étude consciencieuse, c'est la révélation d'une œuvre maîtresse et parfaitement authentique d'un sculpteur français à peu près inconnu jusqu'ici. L'auteur de la Notice n'a eu garde de négliger les sources qui pouvaient apporter quelque lumière à la biographie de l'artiste. Le précieux Dictionnaire de Jal nous apprend que Barthélémy Boudin était le fils de Thomas Boudin, l'auteur des bas-reliefs célèbres du pourtour de la cathédrale de Chartres. Barthélémy Boudin, baptisé le 9 avril 1610, ayant pour parrain Barthélémy Tremblay qui nous a laissé un buste si vivant de Henri IV, actuellement au Louvre, perdit son père en mars 1637. Il avait épousé Claude Tissier, fille d'un bourgeois de Paris qui, de 1639 à 1647, lui donna quatre enfants. Grâce aux dates certaines du Dictionnaire critique, il est permis de répartir entre le père et le fils les œuvres mises confusément sous le nom de Boudin. Ainsi Thomas, outre les bas-reliefs du collatéral de Chartres qui resteront son œuvre principale, fut chargé, en 1618, d'exécuter une cheminée monumentale pour la salle du Trône de l'Hôtel-de-Ville de Paris, en face de celle que Pierre Biard le père avait érigée dix ans auparavant. Ce travail était payé cinq mille livres tournois, somme énorme qui donne une idée de l'importance de l'œuvre et de l'estime qu'on accordait à l'artiste. 
Thomas Boudin était aussi l'auteur de la statue agenouillée de Diane de France, duchesse d'Angoulême, morte en 1619, qui passa du couvent des Minimes dans le Musée des Petits-Augustins. 
Un témoignage de l'importance de cet artiste nous est encore fourni par la présence de son nom au bas des statuts de la communauté des maîtres peintres et sculpteurs de Paris portant la date du 16 janvier 1619. Thomas, on le voit, devait compter parmi les plus notables de sa corporation. 
Son fils Barthélémy aurait, à en juger par la statue de Sully, hérité de son talent. À part l'œuvre dont M. P. Vitry nous a révélé la supériorité, on lui devrait, d'après Jal, une statue d'Amador de la Porte, mort en 1640, statue agenouillée, placée avant 1789 dans l'église du Temple, puis recueillie au Musée des Petits-Augustins.